# Aleardo Simoni
Aleardo Simoni   (Milà, 5 de setembre de 1902 - Minerbio, 8 de setembre de 1989) va ser un ciclista italià que va estar actiu entre el 1927 i el 1934. Durant la seva carrera esportiva destaca la victòria a la Coppa Placci del 1927. Aquell mateix any va quedar en vuitena posició final del Giro d'Itàlia.

## Palmarès
- 1927
  - 1r a la Coppa Placci
- 1931
  - 1r a la Coppa Appennino
- 1932
  - 1r a la Coppa Valle del Metauro

### Resultats al Giro d'Itàlia
- 1927. 8è de la classificació general
- 1928. 16è de la classificació general
- 1930. 25è de la classificació general
- 1931. 22è de la classificació general

### Resultats al Tour de França
- 1932. 42è de la classificació general